# Cukrownia Wierzchosławice 8
Die schmalspurige Dampflokomotive mit der Spurweite von 900 mm wurde von Smoschewer & Co., Breslau im Jahr 1920 für die Cukrownia Wierzchosławice 8 in Wierzchosławice in der heutigen Woiwodschaft Kujawien-Pommern gebaut. Die Lokomotive war dort bis 1941 im Einsatz und wurde danach zur Zuckerfabrik in Tuczno umgesetzt. Dort wurde die Lokomotive auf 750 mm umgespurt und erhielt die Bezeichnung CT 2. Diese war bis 1968 im Dienst und ist heute (2023) im Eisenbahnmuseum Sochaczew als Exponat erhalten.

## Geschichte

### Cukrownia Wierzchosławice
1920 kaufte die Zuckerfabrik in Wierzchosławice für ihre Zuckerrübenbahn die Lokomotive von Smoschewer mit der Fabriknummer 666. Sie war die letzte Lokomotive, die die Zuckerfabrik kaufte. Sie erhielt die Betriebsnummer 8 und war gegenüber den zuvor gelieferten Lokomotiven der Lokomotivfabrik Zobel und Henschel etwas schwächer ausgeführt.
Die Lokomotive wurde bis 1941 bei der Zuckerfabrik Grotendorf betrieben, zu diesem Zeitpunkt wurde die Zuckerfabrik stillgelegt.

### Cukrownia Tuczno
Zu der Zeit der deutschen Besetzung Polens hatte der Ort den Namen Grotendorf, die Zuckerfabrik im Ortsteil Tuczno Cukrownia entsprechend den Namen Zuckerfabrik Grotendorf. Die Gleisanlagen und das gesamte Inventar Einrichtung wurden 1941 an die benachbarte Zuckerfabrik in Tuczno abgegeben, die auch Gleisanlagen mit einer Spurweite von 900 mm besaß. 1942 wurden dort die Gleisanlagen, die Lokomotiven und das Wagenmaterial auf die Spurweite von 750 mm umgespurt. Die Lokomotive erhielt beim Umbau eine Zug- und Stoßeinrichtung in Form einer Balancierhebelkupplung.
Nach 1945 erfolgte bei der Cukrownia Tuczno eine Umbenennung der Fahrzeuge. Neuere Fahrzeuge erhielten niedrige Nummern, ältere Lokomotiven hingegen höhere Nummern. Die Lokomotive mit der Fabriknummer Smoschewer 666 wurde als CT 2 bezeichnet. Zudem erhielt die Lok zur Vergrößerung ihres Arbeitsbereiches einen kleinen zweiachsigen Schlepptender mit einer Dienstmasse von 8 t.
1968 wurde sie abgestellt, am 14. August 1985 vom Eisenbahnmuseum Warschau übernommen und später in das Eisenbahnmuseum Sochaczew abgegeben. Nach 2005 wurde sie äußerlich aufgearbeitet und wird heute (2023) als Exponat im Museum gezeigt.

## Konstruktion
Der Blechrahmen mit einer Blechstärke von 12 mm ist als Wasserkastenrahmen ausgebildet. Er ist mit mehreren Querträgern und an den stirnseitig angebrachten Pufferbohlen verstärkt, an denen später die Balancierhebelkupplung angebracht wurde. Die beiden Radsätze sind im Rahmen gelagert. Die vordere Achse ist durch oberhalb der Achslager angeordnete Blattfedern abgefedert. Die Lokomotive konnte Kurvenradien bis 20 m durchfahren. Die Räder der Lok sind als Speichenräder ausgeführt.
Der Flammrohrkessel mit einfacher Dampfdehnung besaß eine kupferne Feuerbüchse, die bei der ersten Hauptausbesserung 1958 durch eine stählerne ersetzt wurde. Der Kessel besteht aus zwei Schüssen. Auf dem ersten Schuss sitzt der Dampfdom mit innerem Regler. Auf dem zweiten Kesselschuss sitzt der Sanddom, mit dem durch Handbedienung Sand vor die zweite Achse herabgelassen werden konnte. Der Kessel besitzt ein Sicherheitsventil der Bauart Ramsbotton auf dem Stehkessel. Gespeist wurde der Kessel durch zwei Injektoren Bauart Strube mit einer Förderleistung von 60 l/min. Für den Funkenschutz diente ein einfaches Netz aus Stahl, das bei Bedarf über den Kamin geklappt werden konnte. Die Lokomotive mit Zwillingstriebwerk besitzt horizontal angeordneten Zylinder, bei denen die Arbeitskolben länger ausgeführt sind als die Flachschieber. Über eine Heusinger-Steuerung wurde die zweite Achse angetrieben.
Die Lokomotive besaß einen Ejektor auf der rechten Seite, um Wasser aus offenen Gewässern aufnehmen zu können. Sie ist lediglich mit der Handbremse ausgerüstet. Der Bedienhebel sitzt am hinteren Ende des Führerstandes und wirkte auf beide Achsen einseitig von vorn. In den beiden seitlichen Kästen der Lok wurden die Kohlen gebunkert. Ausgerüstet war die Lok mit einer Petroleumbeleuchtung und einer Dampfpfeife. Diese war ursprünglich auf dem Führerhausdach angeordnet.